# Daniel Munduruku
Daniel Munduruku (Belém, 28 de fevereiro de 1964) é um escritor, professor, ator e ativista indígena brasileiro originário do povo mundurucu. Autor de 62 livros, suas obras literárias são sobretudo dirigidas aos públicos infantil e juvenil tendo como tema principal a diversidade cultural indígena. Daniel é um defensor ativo dos direitos dos povos indígenas desde os anos 1990 e tem trabalhado para promover a literatura indígena e a conscientização sobre a importância das culturas indígenas do Brasil. Em 2023, interpretou o pajé Jurecê na novela Terra e Paixão da Rede Globo.
Militante político, Munduruku é membro do Partido Democrático Trabalhista (PDT), partido de Mário Juruna, primeiro deputado federal indígena da história do Brasil, Darcy Ribeiro, Leonel Brizola, Lélia Gonzales e Abdias do Nascimento. Pela legenda Daniel Munduruku concorreu a deputado federal por São Paulo em 2022, não sendo eleito. Nas eleições de 2020 foi candidato a prefeito na cidade de Lorena, alcançando o terceiro lugar. 
Além de sua atividade literária, ele também atua como professor e palestrante, promovendo uma visão atualizada dos povos indígenas brasileiros.

## Biografia
Daniel Munduruku graduou-se em Filosofia, História e Psicologia pelo Centro Universitário Salesiano de São Paulo (UNISAL), tem mestrado em antropologia social e doutorado em educação pela Universidade de São Paulo, pós-doutorado em Linguística pela Universidade Federal de São Carlos (UFSCar). Foi fundador do Instituto Indígena Brasileiro para Propriedade Intelectual (INBRAPI) e um dos criadores do Encontro Nacional de Escritores e Artistas Indígenas que existe há quase duas décadas. Hoje é diretor-presidente do Instituto Uk'a - Casa dos Saberes Ancestrais na cidade de Lorena, ONG e selo editorial especializados na temática indígena, é também membro da Academia de Letras de Lorena. Daniel já recebeu a comenda da Ordem do Mérito Cultural por duas vezes, em 2013 na categoria da Grã Cruz do Ministério da Cultura, maior honraria oficial que um civil pode receber na área cultural.
Autor premiado no Brasil e no exterior Daniel já conquistou prêmios como: Prêmio Jabuti por duas vezes, Prêmio da Academia Brasileira de Letras de melhor livro infantil, Prêmio Érico Vanucci Mendes (CNPq), Prêmio UNESCO - Madanjeet Singh para a promoção da tolerância e da não-violência . Muitos de seus livros receberam o selo Altamente Recomendável pela Fundação Nacional do Livro Infantil e Juvenil - FNLIJ.

## Obras publicadas
- Histórias de índio, Companhia das Letrinhas, 1997
- O caráter educativo do movimento indígena brasileiro - 1970-1990, 2012 - Paulinas
- Meu vô Apolinário, 2001, Studio Nobel, ISBN 8585445955
- As serpentes que roubaram a noite e outros mitos, 2001 - Editoria Peirópolis
- O ovo que dançou, 2002 - Brinque Book
- Kabá Darebü, 2002 - Brinque Book
- Coisas de índio, 2000 - Callis Editora
- O sinal do pajé, 2003 - Peirópolis
- Coisas de índio - versão infantil, 2003 - Callis editora
- O sinal do pajé, 2003, Peirópolis, ISBN 8575960067
- Histórias que eu ouvi e gosto de contar, 2004, Callis Editora ISBN 8574162264
- Contos indígenas brasileiros, 2005 - Global Editora
- O segredo da chuva, Ed. Ática, 2006, ISBN 9788508087440
- O sumiço da noite, 2006 - Caramelo
- Caçadores de aventuras, 2006 - CARAMELO
- Catando piolhos contando histórias, 2006 - Brinque-Book
- Histórias que eu vivi e gosto de contar, 2006 - Callis Editora.
- Parece que foi ontem, 2006 - Global Editora
- Sabedoria das águas, 2006 - Studio Nobel
- O sumiço da noite, 2006, Caramelo, ISBN 8573405058
- O onça, 2006. Caramelo.
- A primeira estrela que vejo é a estrela do meu desejo e outras histórias indígenas de amor, 2007 - Global Editora
- As peripécias do Jabuti, 2007 - Mercuryo Jovem
- O Menino e o pardal, 2007 - Callis Editora
- O olho bom do menino, 2007 - Brinque-Book
- O homem que roubava horas, 2007 - Brinque Book
- A palavra do Grande Chefe, 2008 - Global Editora
- Outras tantas histórias Indígenas de origem das coisas e do universo, 2008 - Global Editora
- O Karaíba - 2010 - Editora Amarilys (Manole)
- A caveira-rolante, a mulher-lesma e outras histórias indígenas de assustar, 2010 - Global Editora
- Como surgiu - mitos indígenas brasileiros, 2011 - Callis Editora
- Crônicas de São Paulo, 2011 - Callis Editora Limited
- Histórias que eu Li e gosto de contar, 2011 - Callis editora
- O Banquete dos Deuses: Conversa Sobre a Origem e a Cultura Brasileira, 2000 - Global Editora
- O olho da águia, 2013 - Leya
- Karú Tarú - O pequeno Pajé, 2013 - EDELBRA
- O mistério da estrela vésper, 2014 - Leya
- Das Coisas que Aprendi - 1a. Edição, 2014 - Uka Editorial
- Foi Vovó que disse, 2014 - EDELBRA
- Memórias de Índio - uma quase autobiografia, 2016 - EDELBRA
- Das Coisas que Aprendi - 2a. Edição, 2018 - Uka Editorial
- Mundurukando 2 - 2018 - Uka Editorial
- O olho bom do menino, 2019 - Editorial Uka
- Mundurukando 1 - 2a. edição - 2020 - Editorial Uka
- Crônicas indígenas para rir e refletir na escola, 2020 - Moderna